# Superblood Wolfmoon
"Superblood Wolfmoon" é uma canção da banda de rock Americana Pearl Jam, lançada em 18 de fevereiro de 2020 como o segundo single do décimo primeiro álbum de estúdio da banda, Gigaton (2020).

## Videoclipe
Um videoclipe animado criado por Tiny Concert e dirigido por Keith Ross foi lançado em 19 de fevereiro de 2020.

## Créditos
- Eddie Vedder – vocalista
- Mike McCready – guitarra solo
- Stone Gossard – guitarra rítmica
- Jeff Ament – guitarra
- Matt Cameron – bateria

## Desempenho nas tabelas musicais
| Tabela (2020)                                           | Melhor posição |
| ------------------------------------------------------- | -------------- |
| Canadá (Billboard Rock)                                 | 12             |
| Estados Unidos (Billboard Hot Rock & Alternative Songs) | 17             |
| Estados Unidos (Billboard Rock Airplay)                 | 18             |
| Estados Unidos (Billboard Mainstream Rock)              | 7              |